# Гравітаційне збагачення корисних копалин
Гравітаці́йне збага́чення кори́сних копа́лин (англ. gravity separation, gravity preparation, gravity concentration; нім. Gravitationsaufbereitung f, Schwerkraftaufbereitung f) — процес і дія збагачення корисних копалин, що ґрунтується на використанні гравітаційного поля, в якому мінерали відокремлюються від пустої породи внаслідок їх різної густини і розміру частинок.
Синонім — стратифікація (розшарування).

## Загальний опис
Здійснюється у водному, повітряному або важкому середовищі, в шлюзах, сепараторах (наприклад, крутопохилих сепараторах), гідроциклонах, відсаджувальних машинах, на концентраційних столах і т.ін. Сучасна теорія Г.з. розглядає його як процес встановлення рівноваги і досягнення мінімуму потенц. енергії системою частинок, що перебувають в полі тяжіння в стані нестійкої рівноваги. Швидкість гравітаційного розділення оцінюється за зниженням центру тяжіння системи, а його ефективність — за зменшенням потенц. енергії суміші. В основі розрахунків лежить визначення відносних швидкостей переміщення частинок різної густини, розмірів і форми в середовищах різної густини і в'язкості (у повітрі — сухе або пневматичне Г.з., та в рідині — мокре Г.з.).
В технологічних схемах гравітаційне збагачення застосовується не тільки для переробки різних мінералів, але й для виділення цінних компонентів з руд і продуктів збагачення. Гравітаційні процеси застосовують не тільки для попереднього збагачення корисних копалин, але й у доводочних операціях. Крупність збагачуваного матеріалу знаходиться в межах 0,02–100 мм і більше. Умова ефективного використання гравітаційного методу збагачення — достатня різниця в густині розділюваних мінералів. При збагаченні крупних класів ця різниця повинна бути не менше 100—150 кг/м3, при розділенні тонкозернистого матеріалу — в 2–3 рази більше. При малій різниці в густині необхідні перечисні операції, і ретельний підбір технологічного режиму. Крім густини, на поведінку мінеральних зерен суттєво впливають їх розмір, форма, а для тонкозернистого матеріалу також і властивості поверхні.
Мінерали, що частково або повністю переробляються гравітаційною технологією такі: вугілля, барит, золото, каситерит, алмази, уран, флюорит, срібло, андалузит, платина, залізні руди, мінеральні піски, вольфраміт, хроміт, сульфіди, марганець та ін.
Гравітаційні процеси збагачення здійснюються на високопродуктивному і високоефективному обладнанні, що дозволяє спрощувати схему фабрики, більш економічно використовувати виробничі площі і об’єми будівель, в результаті чого знижуються капітальні витрати на будівництво фабрик, зростає продуктивність праці і знижується собівартість переробки сировини.

## Мокрі процеси гравітаційного збагачення
Найпоширеніше — мокре гравітаційне збагачення, яке підрозділяють на такі види: в нерухомому водному середовищі або в середовищі, що горизонтально переміщається; середовищі, що має густину, проміжну в порівнянні з частинками, що розділяються (збагачення у важких середовищах, магнітогідродинамічна і магнітогідростатична сепарація); у важкому середовищі, що рухається по круговій або ґвинтовій траєкторії (важкосередовищні гідроциклони, відцентрові сепаратори); в потоці, що тече по похилій площині (жолоби, шлюзи, конусні концентратори); в потоці, що тече по низхідній ґвинтовій площині або жолобу (ґвинтові сепаратори і ґвинтові шлюзи).

## Область застосування
Гравітаційне збагачення — осн. метод збагачення вугілля, сланців, розсипного золота, каситериту, вольфраміту, рутилу, ільменіту, циркону, монациту, танталіту, колумбіту і інш., а також один з рівноцінних методів збагачення руд чорних металів (Fe, Mn, Cr), рідкісних металів, а також фосфатів, алмазів і інш. неметаліч. корисних копалин. Гравітаційними методами збагачується понад 4 млрд т на рік, тобто половина від загальної кількості збагачуваних корисних копалин. Це наслідок таких переваг методу, як дешевизна, простота апаратури, можливість розділення часток широкого діапазону крупності (від 0,1-2 до 250—300 мм), порівняна легкість очищення скидних вод і можливість здійснення замкненого водопостачання збагачувальної фабрики.
Крім вуглезбагачувальних фабрик найбільше застосування гравітаційна технологія знайшла на залізорудних підприємствах. Однак на відміну від вугільних підприємств, де гравітаційний метод — основний метод переробки, залізні руди перероблюють різними методами, вибір яких залежить від фізичних властивостей мінералів, вмісту корисного компонента в руді і зруйнованості породних мінералів природними процесами.
Застосування гравітаційних процесів у практиці збагачення корисних копалин визначається: речовинним складом збагачуваного матеріалу і його крупністю, характеристикою збагачуваності корисної копалини, кліматичними умовами регіону, техніко-економічними показниками. Розділення звичайно відбувається в рухомому середовищі з досить високим вмістом твердого. У цих умовах на частинку діють сили ваги, гідродинамічного опору і тертя.
Гравітаційні процеси збагачення здійснюються на високопродуктивному і високоефективному обладнанні, що дозволяє спрощувати схему фабрики, більш економічно використовувати виробничі площі і об'єми будівель, в результаті чого знижуються капітальні витрати на будівництво фабрик, зростає продуктивність праці і знижується собівартість переробки сировини. Крупність корисних копалин, що переробляються гравітаційними процесами, складає від 0,1 до 300 мм. З цих причин гравітаційні процеси займають провідне місце в практиці переробки вугілля, золотовмісних, олов'яних, вольфрамових, молібденових руд і руд чорних металів. У комбінованих схемах переробки корисних копалин гравітаційні процеси використовують для видалення на початку технологічного процесу до 30 % відвальної породи, що сприяє підвищенню економічності збагачувального переділу за рахунок скорочення фронту подрібнення і флотації.
Гравітаційні процеси можуть використовуватися як самостійно, так і в поєднанні з іншими процесами збагачення: флотацією, промивкою, магнітною або електричною сепарацією та ін. Переробка корисних копалин у цих випадках здійснюється за більш складними технологічними схемами.
За широтою діапазону вихідних характеристик збагачуваної сировини, різноманітністю умов застосування у технологічних схемах збагачувальних фабрик, простотою виробничого комплексу, високою продуктивністю збагачувальних апаратів гравітаційні процеси перевершують багато інших процесів збагачення і забезпечують ефективне розділення мінеральних сумішей при відносно низьких матеріальних, трудових і енергетичних витратах.

## Основні процеси гравітаційного збагачення
- Промивка
- Відсадка
- Збагачення корисних копалин у аеросуспензіях
- Збагачення корисних копалин у важких середовищах
- Флотогравітація
- Відцентровий концентратор
- Гравітаційне збагачення корисних копалин у потоці води, що тече по похилій поверхні
  - Ґвинтова сепарація
  - Концентраційний стіл
  - Збагачення у шлюзах
  - Струминний сепаратор
  - Вібросуспензійні сепаратори